# Breguet Bre.5
El bombarder Breguet Bre.5 B.2 i el caça d'escorta Breguet Bre.5 Ca.2 eren biplans francesos de la Primera Guerra Mundial desenvolupats a partir del Breguet Bre.4 i construïts per Breguet Aviation. El Bre.6 i el Bre.12 eren així mateix desenvolupaments del Bre.5

## Disseny i desenvolupament
Aquesta aeronau era una versió millorada del l Breguet-Michelin BUC, un caça d'escorta que Breguet Aviation havia dissenyat i que va ser fabricat per Michelin. El Bre.5, originàriament anava motoritzat amb un motor Renault 12Fb de 12 cilindres refrigerat per aigua. Inicialment es pretenia que carregués el mateix canó de 37 mm que portava el BUC però l'exèrcit francès va demanar que portés una metralladora Lewis de 7.7 mm muntada a la part de dalt de l'ala superior i apuntant al darrere.

## Història operacional
Es van produir onze unitats armades amb el canó Hotchkiss a partir de l'1 de febrer de 1916 que van operar amb l'Aviation Militaire. El Royal Naval Air Service britànic va operar 35 unitats de les quals 10 venien de Breguet, i 25 van ser construïdes al Regne Unit per Grahame-White sota el nom de G.W.19.
El Bre.6 era similar, però portava un motor de 9 cilindres Salmson A9 refrigerat per aigua de 225 c.v. que va ser desenvolupat per si la producció del motor Renault del Bre.5 no podia satisfer la demandaacs>. També es van produir un model caça escorta lluitador i un bombarder.
Quan el Bre.5 va quedar obsolet, uns quants van ser reconstruïts com a model Bre.12 per ser utilitzats com a caça i bombarder nocturn. El caça portava un canó de 37 mm i un potent focus, que funcionava amb un petit aerogenerador. També es va modificar el tren d'aterratge davanter amb una doble roda i es van posar quatre llums d'aterratge a l'ala inferior.

## Variants
- Bre.5: Versió amb el motor Renault.
- Bre 5 B.2: Versió bombarder del Bre.5.
- Bre.5 Ca.2: Versió de caça escorta armat amb canó.
- Grahame White G.W.19: Versió britànica amb motor Rolls Royce Falcon.
- Bre.6: Versió amb motor Canton-Unné.
- Bre.6 B.2: Versió bombarder del Bre.6.
- Bre.6 Ca.2: Versió de caça escorta armat amb canó.
- Bre.12: Bre.5 reconstruït com a caça nocturn.
- Bre.12 B.2: Versió bombarder nocturn del Bre.12
- Bre.12 Ca.2: Versió de caça escorta nocturn armat amb canó.

## Especificacions (Bre.5Ca.2)

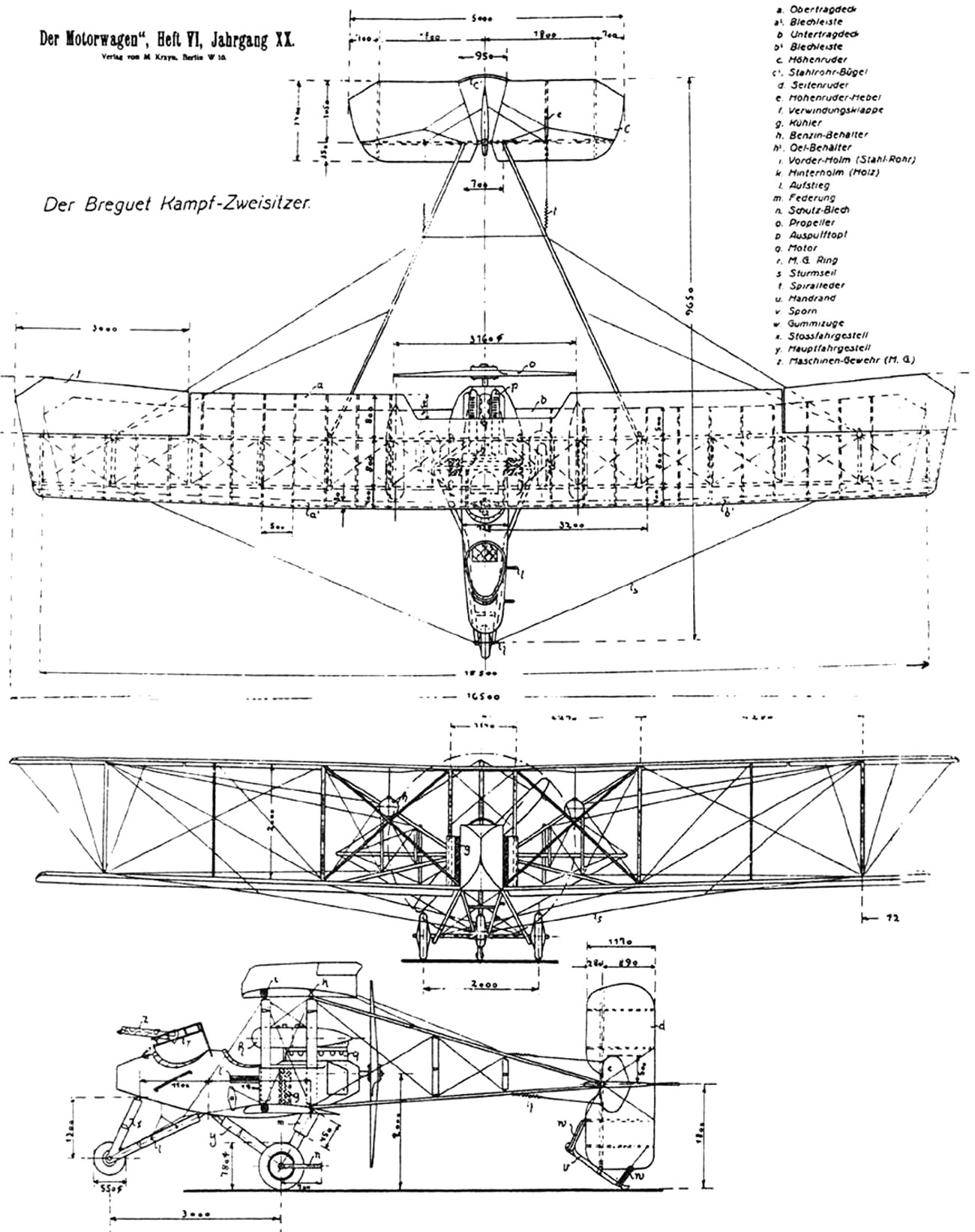
Dibuix del Breguet 5

Característiques generals
- Tripulació: 2, 1 pilot i 1 artiller
- Longitud: 9,90 m
- Envergadura: 17,50 m
- Alçada: 3,90 m
- Superfície de l'ala 57,7 m2
- Pes buit: 1.347 kg
- Motors: 1×  Renault 12Fb , 220 c.v.

 Rendiment 
- Velocitat màxima: 136 km/h
- Abast: 700 km
- Autonomia: 6 h 15 min
- Sostre de servei: 4.300 m
- Ràtio d'ascens: 1,2 m/s

Armament

1 × canó Hotchkiss de 37 mm